# Avenida del Libertador
La Avenida del Libertador es una importante avenida de la ciudad de Buenos Aires y de la zona norte del Gran Buenos Aires, en Argentina.
Asimismo, funciona como eje vertebral del tránsito sur-norte en los partidos de Vicente López y San Isidro, junto a la Avenida Maipú y la Autopista Panamericana.
Nace en el barrio porteño de Retiro y finaliza luego de 35 kilómetros de recorrido en el canal San Fernando, límite entre los partidos de San Fernando y Tigre. Debe su nombre al General José de San Martín, héroe patrio de las guerras de independencia de Argentina, Chile y Perú.

## Recorrido
Comienza en Retiro, donde pasa de llamarse Avenida L. N. Alem a llamarse Avenida del Libertador. Luego continúa paralela al Río de la Plata por los barrios de Recoleta, Palermo, Belgrano y Núñez. Cruza en forma perpendicular la Avenida General Paz y sigue su curso por la zona norte del Gran Buenos Aires, atravesando los partidos de Vicente López, San Isidro y San Fernando, donde llega a su fin.
Si bien el nombre de la avenida no cambia en todo su recorrido, la numeración depende del distrito: en la Ciudad de Buenos Aires se numera del 1 al 8700, en el partido de Vicente López de 1 al 4200, en el partido de San Isidro de 12900 a 18300 (retomando la numeración de la Ciudad de Buenos Aires), y en el partido de San Fernando de 3900 a 1.
Antiguamente era la Ruta Nacional 195. Mediante el Decreto Nacional 1595 del año 1979 se prescribió que el tramo desde la Avenida General Paz hasta San Fernando (14,5 km) pasara a jurisdicción provincial. La Provincia de Buenos Aires se hizo cargo del mismo en 1988, cambiando su denominación a Ruta Provincial 195. Actualmente es parte de la Ruta Provincial 27.

## Historia
Ya desde la época de la colonial, es decir antes de 1810, existía al norte del casco céntrico de la ciudad de Buenos Aires, entre las barrancas y las orillas del Río de la Plata, una pista o huella o camino rudimentario que era llamado "Del Bajo" o "de las Cañitas"  (por los juncales que crecían en las costas naturales del Río de la Plata).

Dicho sendero se remontaba al año de 1580 cuando Juan de Garay repartió las tierras más allá del tejido urbano tanto al norte como al sur de Buenos Aires. Entre cada chacra (de una legua de largo) debía correr un camino, así como también por su frente y fondo. Hacia el norte, el camino del fondo lo constituían las actuales avenidas Constituyentes y Fondo de la Legua, mientras que el camino del frente, denominado "Camino de Santa Fe" o "Camino del Bajo" lo conformaban sucesivamente las actuales avenidas Libertador, la calle Arenales, Las Heras, Santa Fe, Luis María Campos y de allí la traza del actual Ferrocarril Mitre, ramal a Tigre, hasta llegar casi como un sendero a San Fernando.
La Avenida del Libertador fue creada con ese nombre en el año 1950, por impulso del presidente Juan Domingo Perón en homenaje por el centenario del fallecimiento del general José de San Martín. Para crear la nueva avenida, que bordearía toda la zona norte de la Capital Federal, se unificaron distintas arterias viales con distintos nombres, llegando desde Retiro hasta Núñez. En el tramo provincial la Avenida del Libertador se extiende desde la Avenida General Paz hasta el Canal San Fernando.

### Paseo de Julio
El tramo de la Avenida del Libertador que parte de la Avenida Maipú (en la Plaza San Martín) y llega hasta la Plaza Intendente Alvear era antiguamente parte de la Avenida Leandro N. Alem, anteriormente llamada Paseo de Julio.
El Paseo de Julio había sido creado hacia 1780 por el Virrey Vértiz, como primer paseo público de Buenos Aires, arbolado, frente al Río de la Plata donde desembarcaban los comerciantes y viajeros. En 1846, durante el gobierno de Juan Manuel de Rosas, comenzó el relleno de las costas y la construcción de un murallón que evitaran la llegada del agua a las calles con las crecidas del río, y surgió el Paseo de Julio, que siguió extendiéndose en las siguientes décadas hasta alcanzar la altura de la actual Plaza Intendente Alvear.
En 1919 una ordenanza cambió su nombre por el de Avenida Leandro N. Alem, en homenaje al caudillo revolucionario y político fundador de la Unión Cívica Radical.

### Avenida Alvear

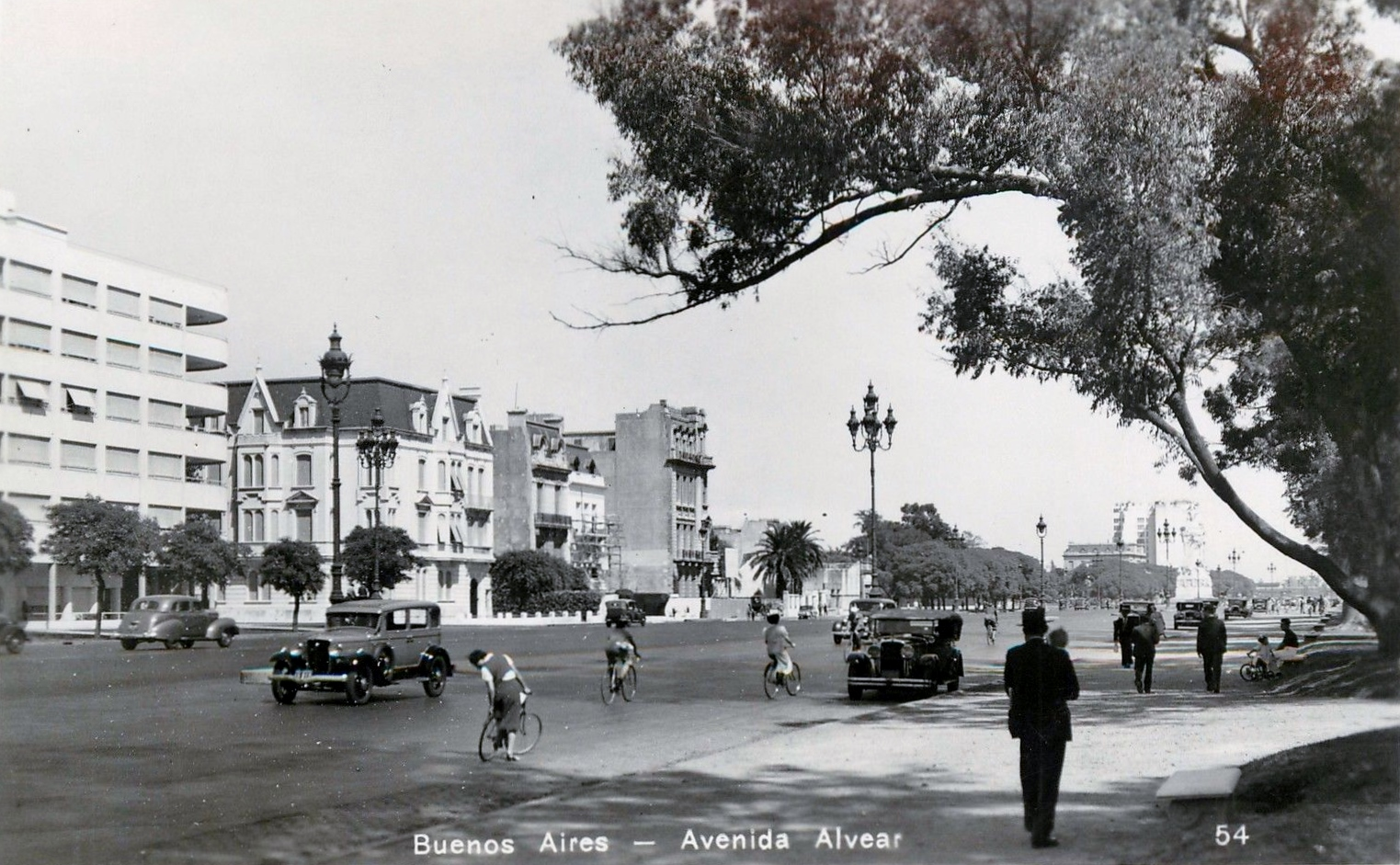
La Avenida Alvear en cercanías del Monumento de los españoles, década de 1930.

Por otra parte, el tramo que comienza en la Plaza Alvear y termina en la Avenida Dorrego era parte de la Avenida Alvear, llamada así por una ordenanza del año 1893 en homenaje a Carlos María de Alvear.
Esta calle llevaba antiguamente el nombre de Bella Vista y terminaba en la Iglesia del Pilar, pero fue extendida hacia la década de 1860 por terrenos rurales con el objetivo de funcionar como acceso al Hipódromo Argentino, y posteriormente el Parque 3 de Febrero, abierto en 1875.

### Avenida Virrey Vértiz
El tramo que comienza en la avenida Intendente Bullrich y termina en el Túnel del Libertador era la antigua Avenida Virrey Vértiz, que con la inauguración de la Avenida del Libertador quedó reducida a un tramo de pocas cuadras frente a las Barrancas de Belgrano, desde la calle Virrey del Pino hasta la Avenida Juramento.
Esta arteria había nacido con la creación del pueblo de Belgrano hacia 1860, y originalmente tenía el nombre de Segunda. Cuando Belgrano fue incorporado a Buenos Aires en 1880, recibió el nombre de Virrey Vértiz.

### Calle Blandengues
El tramo desde la salida del actual Túnel del Libertador hasta la Avenida General Paz se denominaba Blandengues entre 1893 y 1942, y luego Teniente General José Félix Uriburu hasta 1950.
Este tramo de la avenida era angosto entre las calles La Pampa y Monroe. Entre las décadas de 1960 y 1970 se procedió a su ensanche y a la construcción de un túnel bajo las vías del Ferrocarril Mitre. Una de las propiedades más afectadas por esta obra fue el Instituto Santa Ana, que perdió el 60 por ciento de su edificación y parte de su jardín.
Con el surgimiento de la Avenida del Libertador, el nombre Blandengues se le impuso a un pasaje del barrio de Barracas.

### El tramo provincial

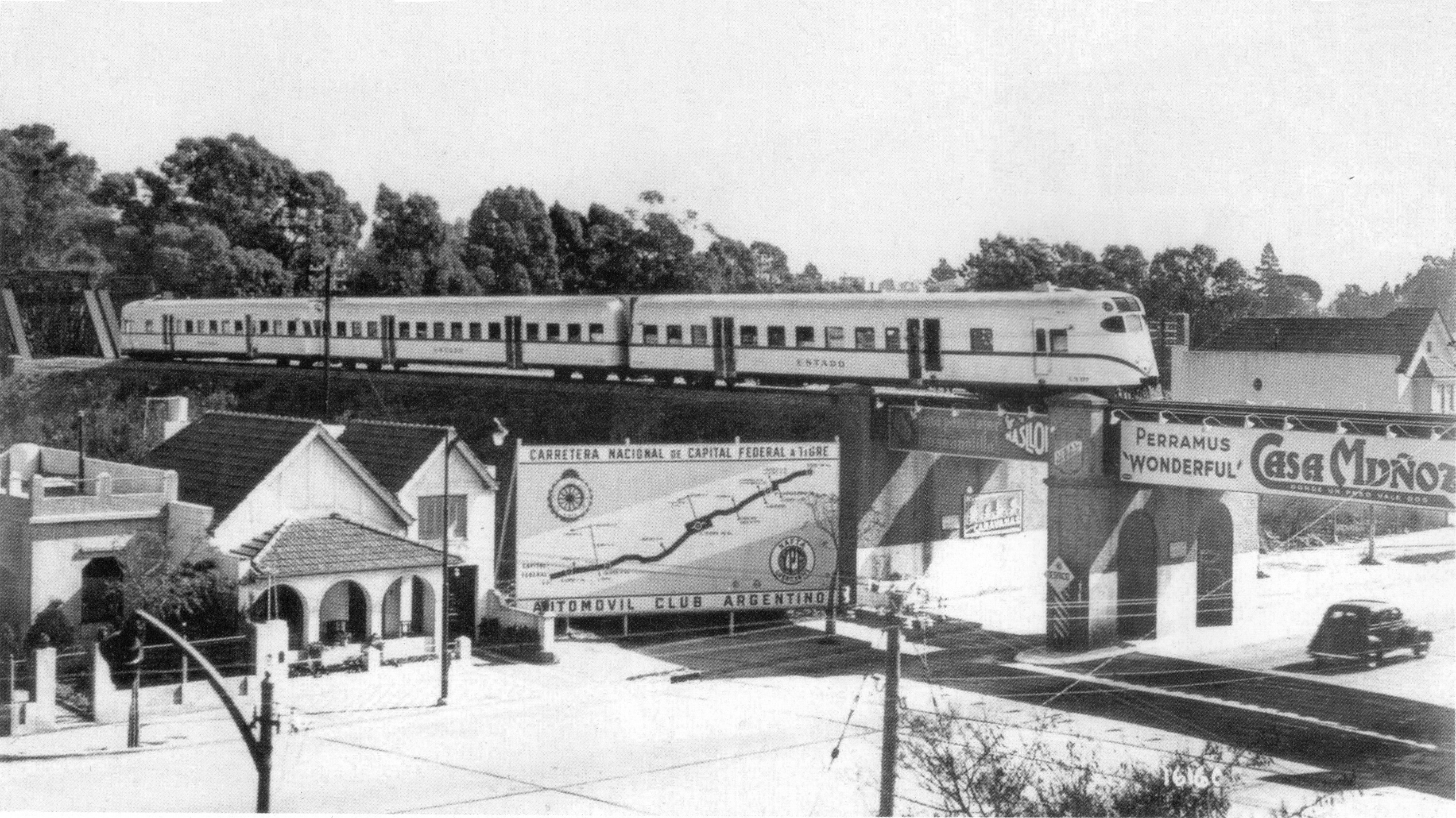
Cruce de la Avenida del Libertador con el actual Ferrocarril General Belgrano, en Vicente López, hacia 1940. El cartel indica la construcción de la Carretera nacional de Capital Federal a Tigre.

El tramo provincial de la Avenida del Libertador también correspondía al ya mencionado "Camino del Bajo". Desde los años 1930 este camino pasó a ser la Ruta Nacional 195, una carretera de 14,5 km que unía la Avenida General Paz con el Canal San Fernando, en el límite entre los partidos de San Fernando y Tigre. A partir de 1988 cambió de jurisdicción pasando ser la Ruta Provincial 195 y hoy en día es parte de la Ruta Provincial N.º 27 abarcando desde la Avenida General Paz hasta Benavídez.
En Vicente López, desde 1913, el "Camino del Bajo" llevaba el nombre de Avenida José Camilo Paz y desde el 24 de mayo de 1932 se pone el nombre de Teniente General José Félix Uriburu al tramo de la Avenida que abarcaba desde el límite con la Capital Federal hasta la calle Corrientes. Finalmente, en el año 1950, se dispuso que las Av. Tte. Gral. José Félix Uriburu y José C. Paz, llevaran el nombre de Av. del Libertador General San Martín, la ordenanza se promulga el 5 de junio de aquel año.
Alrededor de 1940, a la altura de Martínez, la Av. del Libertador se llamaba Aguirre.
En San Isidro, la Avenida Del Libertador se convierte en una calle estrecha y adoquinada, con veredas angostas. Aquí pasa junto a la Catedral y a la Plaza Mitre, atravesando el casco histórico del Partido. Más hacia el norte Del Libertador vuelve a angostarse al ingresar al centro de San Fernando, manteniéndose estrecha hasta alcanzar el antiguo Canal San Fernando.

## Sentido de circulación por zona

### Dentro de la Ciudad de Buenos Aires

#### Retiro
- 1-800: Tramo de doble mano

#### Recoleta
- 800-1100: Tramo de doble mano
- 1100-1400: Tramo de mano única
- 1400-1700: Tramo de carriles reversibles

#### Palermo
- 1700-3400: Tramo de carriles reversibles
- 3400-4000: Tramo de doble mano con carriles reversibles
- 4000-5300: Tramo de doble mano

#### Belgrano - Núñez
- 5300-8800: Tramo de doble mano

### Provincia de Buenos Aires

#### Partido de Vicente López
- 1-4200: Tramo de doble mano

#### Partido de San Isidro
- 12900-15800: Tramo de doble mano
- 15800-16600: Tramo de mano única
- 16600-18300: Tramo de doble mano

#### Partido de San Fernando
- 3700-2200: Tramo de doble mano
- 2200-1: Tramo de mano única

## Cruces importantes y lugares de interés
A continuación, se presenta un mapa esquemático con las principales intersecciones de esta avenida.
| RMCONTg |

| CONTgq | RMKRZ | STRq |  |  |

| BUILDING | RM | lNAT |  |  |

| STRq | RMKRZ | STRq |  |  |

| BAHN | RM |  |  |  |

| RM | BUILDING |  |

| RMq | RMIdu | RMq |  |  |

| RM |

| lNAT | RMTEEaq | STRq |  |  |

| RM + RMl | RM+r |  |

| RMTEEaq | RMKRZ | STRq |

| SUBWAY | RMTEEaq | RMKRZ | STRq |  |

| RMCONTf | RM + BUILDINGl |  |

|  |  | RMTEEaq | CONTfq | HOUSE |

|  | STRq | RMKRZ | CONTfq | HOSPITAL |

|  | RM | BUILDING |

|  | RM | ARCH2 |

| STRq | RMKRZ | CONTfq |

| CONTgq | RMKRZ | STRq |

| lNAT | RM |  |

| STRq | RMTEEeq |  |

| lNAT | RM |  |

|  | RM | lNAT |

| STRq | MWNODE | STRq |

| lNAT | RM |  |

|  | SKRZ-Moq |

|  | RMTEEaq | STRq |

|  |  | SKRZ-Moq |  | BAHN |

| STRq | RMKRZ | STRq |

| lNAT | RM | ARCH2 |

| STRq | RMKRZ | STRq |

| BAHN | RMTEEaq | STRq |

|  | SKRZ-Moq |

|  | RM |

| CONTgq | RMKRZ | STRq |

|  | STRq | RMKRZ | CONTfq | BAHN |

| STRq | RMKRZ | CONTfq |

| lHUT | RMTEEaq | STRq |

| STRq | RMTEEeq |  |

| STADIUM | RM |  |

| STRq | RMKRZ | STRq |

| lNAT | RM |  |

| STRq | RMKRZ | STRq |

|  | ARCH | RMTEEaq | STRq | eBUEq |

|  |  | RM |  | BAHN |

|  | RM |

|  | RMq | RMIcu | RMq | SKRZ-Mu |

|  | RM |

|  | SKRZ-Moq |

| SHOPPING | RM |  |

| STR+l | ABZgr |  |

|  | TEEeq | TEEaq | STRq | eBUEq |

| STRl | ABZg+r |  |

|  | CONTgq | RMKRZ | STRq | SKRZ-Guq |

|  |  | RM |  | BAHN |

|  | STRq | RMKRZ | STRq | eBUEq |

|  | CONTgq | RMKRZ | STRq | eBUEq |

|  | STRq | RMKRZ | STRq | eBUEq |

|  | STRq | RMKRZ | STRq | eBUEq |

|  | RM | ARCH |

|  | STRq | RMKRZ | STRq | eBUEq |

|  | STRq | RMKRZ | STRq | BAHN |

|  |  | SKRZ-Moq |  | BAHN |

|  | RM |

| STRq | RMKRZ | STRq |

|  | RM |

| STRq | RMKRZ | CONTfq |

|  | RM |

|  | STRq | RMKRZ | TEEa | STRq |

|  |  | KRZ | KRZ | STRq |

| ARCH | STR | STR |

|  |  | TEEe | RMKRZ | STRq |

|  |  | RM |

|  |  | STRq | RMKRZ | STRq |

|  |  |  | RMTEEaq | STRq |

|  |  | RM |

|  |  |  | RM | CONTg |

|  |  | STRq | RMKRZ | KRZ |

|  |  |  | STR + CONTf | STR |

|  | BAHN | STRq | KRZ | KRZ |

|  |  |  | STR | STR + CONTg |

|  |  | STRq | KRZ | TEEe |

|  |  | WASSERq | WBRÜCKE1 | WASSERq |

|  | BAHN | STRq | ABZqlr | STRq |

## Atractivos
La Avenida del Libertador es una arteria donde se ubican viviendas de los sectores altos porteños y es además muy importante a nivel cultural. Donde se inicia, en la intersección de la Avenida Leandro N. Alem y la calle San Martín, se encuentra la Plaza San Martín. Cinco cuadras más adelante la avenida pasa por debajo de la emblemática Avenida 9 de Julio. En su primer tramo, hasta el Palais de Glace (al 1100), por reglamentación edilicia, debe construirse con recova en su vereda sur (característica del corredor Libertador, Leandro N. Alem, Paseo Colón),  y promediando el kilómetro de extensión pasa cerca del Cementerio de la Recoleta y el Museo Nacional de Bellas Artes. En Palermo se encuentran el Monumento de los españoles, el Rosedal, el Jardín Zoológico, el predio de exposiciones de la Sociedad Rural Argentina y el Hipódromo de Palermo. Siguiendo hacia el norte, en el barrio de Belgrano (específicamente en el Bajo Belgrano) pasa bajo las vías del Ferrocarril Bartolomé Mitre a través del denominado "Túnel de Libertador", que cuenta con un largo de unos 700 metros. Al final del mismo y a una cuadra por la calle La Pampa, se ubica el Club Atlético Excursionistas. Acercándose al barrio de Núñez, a pocas cuadras de la Avenida, se encuentra el Club Atlético River Plate. En el mismo barrio, sobre la avenida se encuentra la sede del Club Atlético Comercio.
Pasando la Av. Udaondo empieza un sinfín de zona de clubes terminando en la Av. Comodoro Rivadavia con el Club Atlético Defensores de Belgrano
Atravesando la Avenida General Paz la avenida se encuentra a pocas cuadras de la costa del partido de Vicente López, sobre la cual se ubica el extenso Paseo de la Costa. Mientras que en el área de Martínez se concentra una gran oferta gastronómica, en San Isidro en la Roque Saenz Peña la avenida se angosta y el carril en sentido Retiro se convierte en la calle 25 de mayo; sobre la avenida, en sentido Tigre, se ubica la imponente Catedral de San Isidro, en la Primera Junta. En San Fernando en la calle Quintana-Del Arco la avenida es de mano única hacia el norte.

## En la cultura popular
- En el cómic El Eternauta, creado por Héctor Oesterheld y dibujado por Francisco Solano López en 1958 —pieza icónica de las historietas en la Argentina—, una escena de enfrentamiento entre los protagonistas de esta historia de ciencia ficción y el ejército invasor extraterrestre se desarrolla en el cruce de la Avenida del Libertador con la Avenida General Paz. En el relato, se alude a ella como Combate de la General Paz, y tiene lugar en la rotonda que existía en la intersección de las dos avenidas hasta la década de 1970.

## Galería

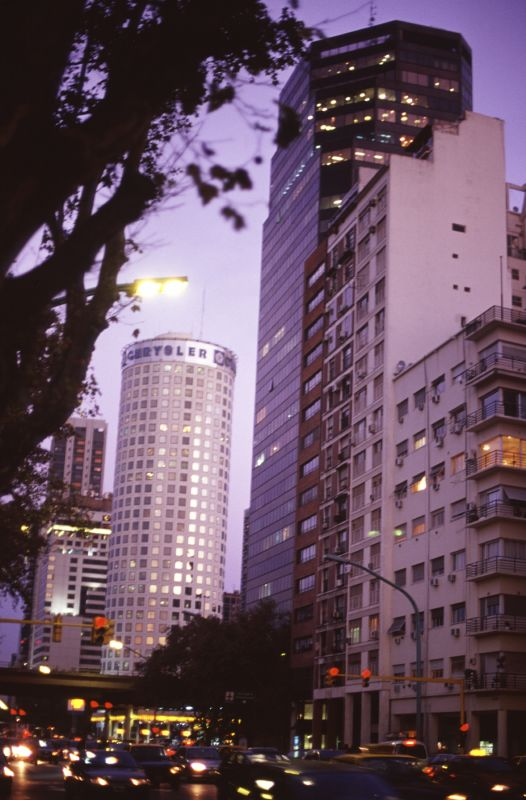
Avenida del Libertador hacia la Avenida 9 de Julio, barrio de Retiro.
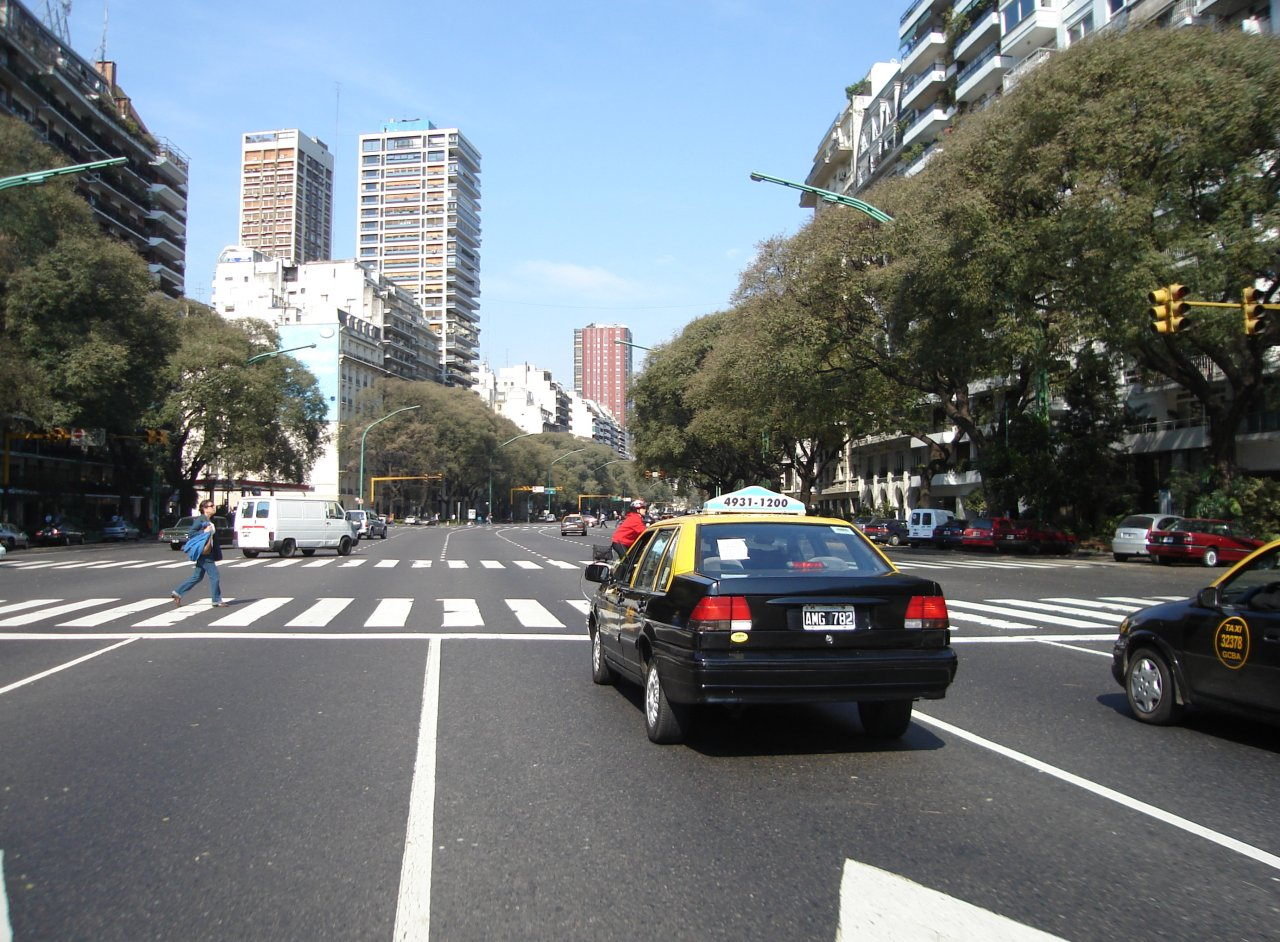
La Avenida del Libertador en Palermo.
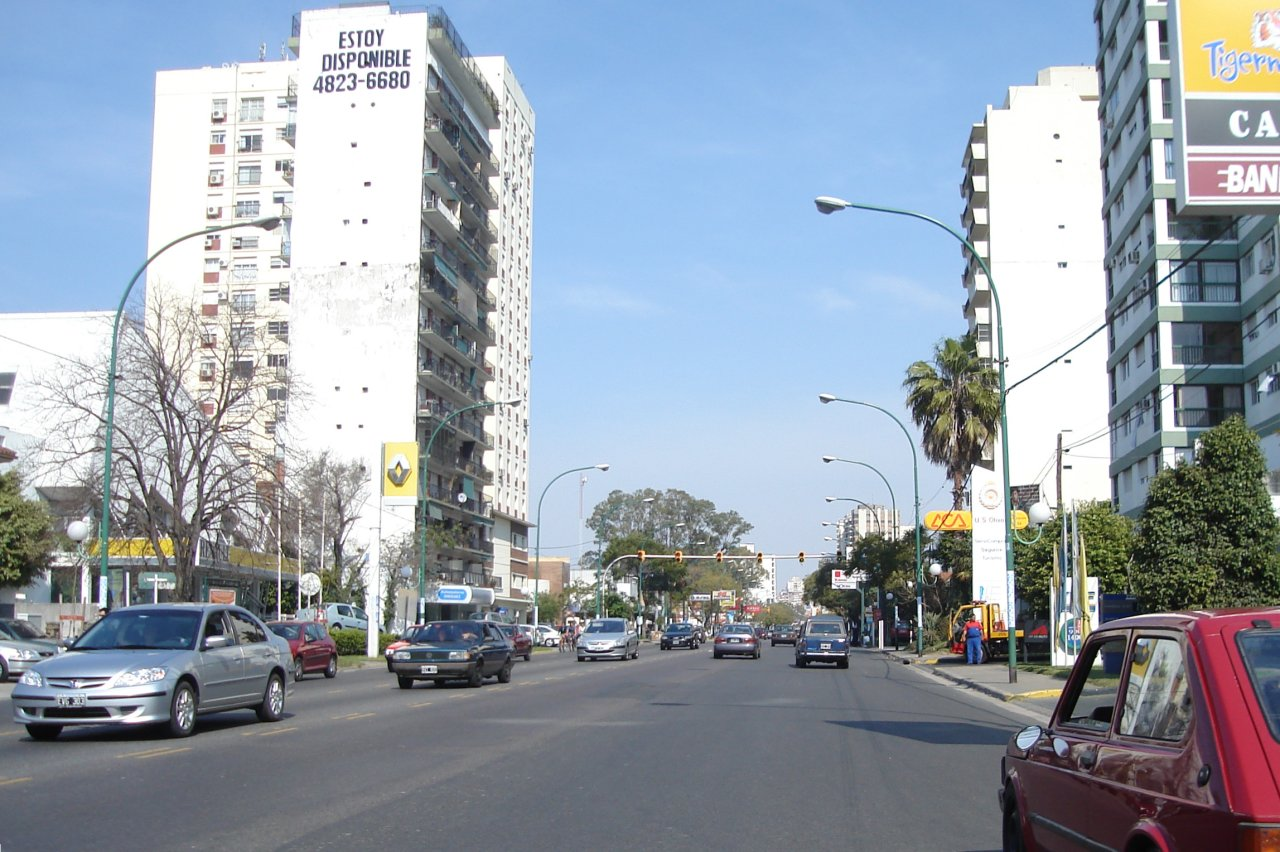
La Avenida del Libertador en el barrio de Olivos.
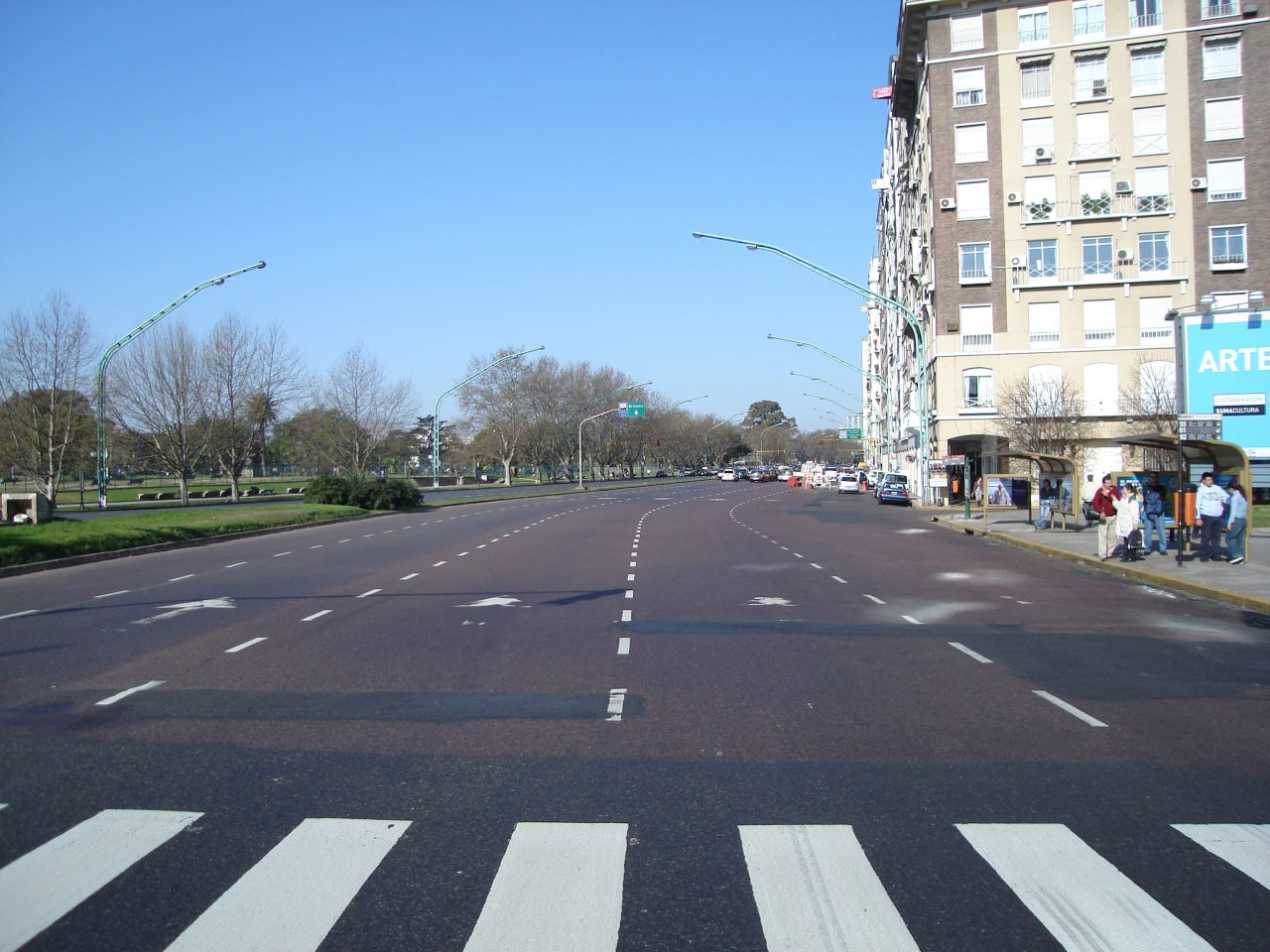
La Avenida del Libertador en su paso por Recoleta, recién unificada con la Avenida Figueroa Alcorta.
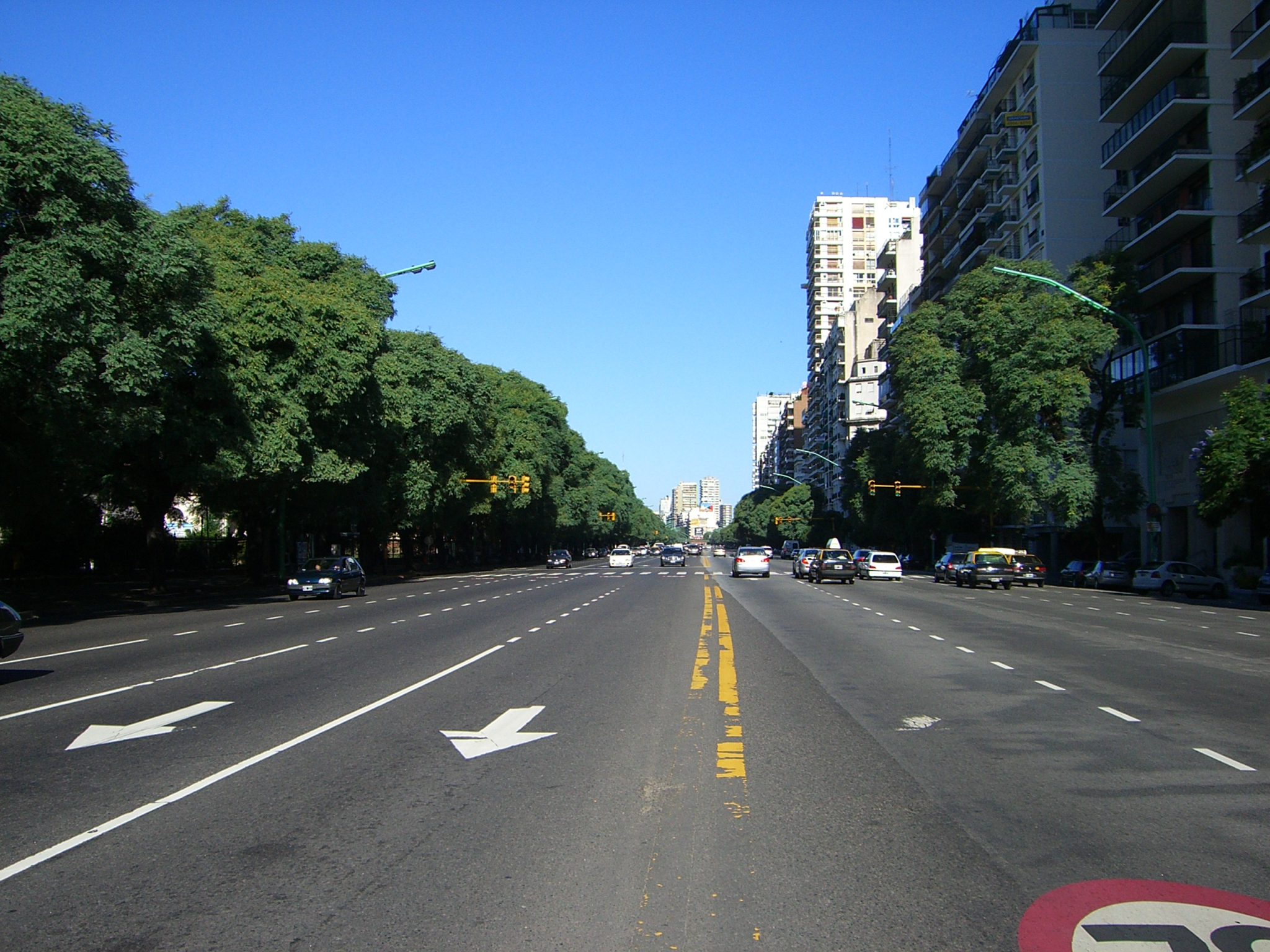
La Avenida del Libertador en su intersección con la calle Olleros, en el barrio de Palermo.
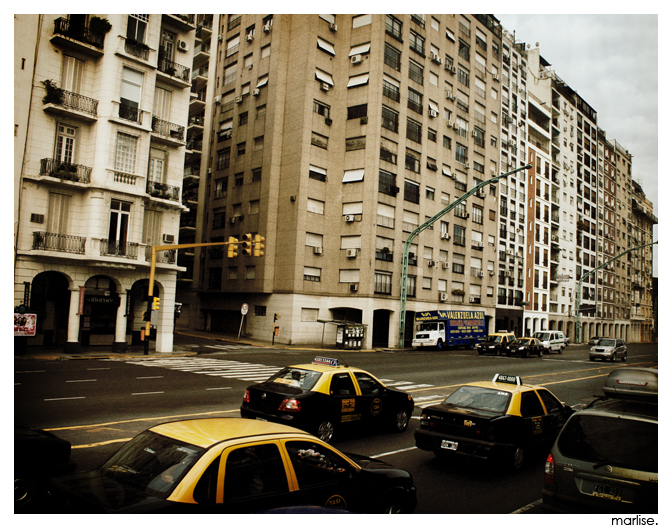
Avenida del Libertador en su tramo de Retiro y Recoleta.